# Aulacoserica fraterna
Aulacoserica fraterna är en skalbaggsart som beskrevs av Moser 1918. Aulacoserica fraterna ingår i släktet Aulacoserica och familjen Melolonthidae. Inga underarter finns listade.